# Frente Colorado de Unidad
El Frente Colorado de Unidad fue un sector del Partido Colorado (Uruguay), que tuvo vida en la década de 1960.

## Orígenes
Durante décadas, Luis Batlle Berres fue un líder político de carisma insuperable. Ni siquiera su dura derrota electoral en noviembre de 1958 fue óbice para que continuase su liderazgo indisputado en la Lista 15. Vuelve a perder en las elecciones de 1962, esta vez por escaso margen; y un par de años después fallece.
Entonces, una vez realizadas elecciones internas en el sector, Jorge Batlle Ibáñez, hijo del difunto Luis Batlle, asume el liderazgo de la Lista 15, si bien con nuevas ideas (en muchos aspectos, en las antípodas del estatismo dirigista de su padre); y varios notorios dirigentes se oponen a este cambio de orientación. Es así que se separan del sector y fundan el Frente Colorado de Unidad.

## Integrantes
Entre los miembros más notorios de esta agrupación cabe mencionar a Manuel Flores Mora, Alba Roballo, Glauco Segovia, Luis Carresse, Justino Carrere Sapriza, Luis Riñón Perret y Luis Tróccoli. También se los conoció como el "Grupo de los Senadores". A nivel de diputados, cabe destacar a Sergio Previtali y Juan Adolfo Singer.
Es de destacar que este grupo fue la plataforma de lanzamiento de la exitosa candidatura a la Intendencia de Montevideo de Glauco Segovia.

## Dispersión final
Como ninguna figura de esta agrupación tuvo la suficiente talla de liderazgo, pronto hubo notorias desavenencias internas, que se hicieron manifiestas durante la presidencia de Jorge Pacheco Areco. Así, hubo quienes se le opusieron tenazmente, como Alba Roballo, su hijo Sergio Previtali y Manuel Flores Mora, mientras que otros como Justino Carrere Sapriza se convirtieron en baluartes de respaldo al pachequismo.